# Eckstein

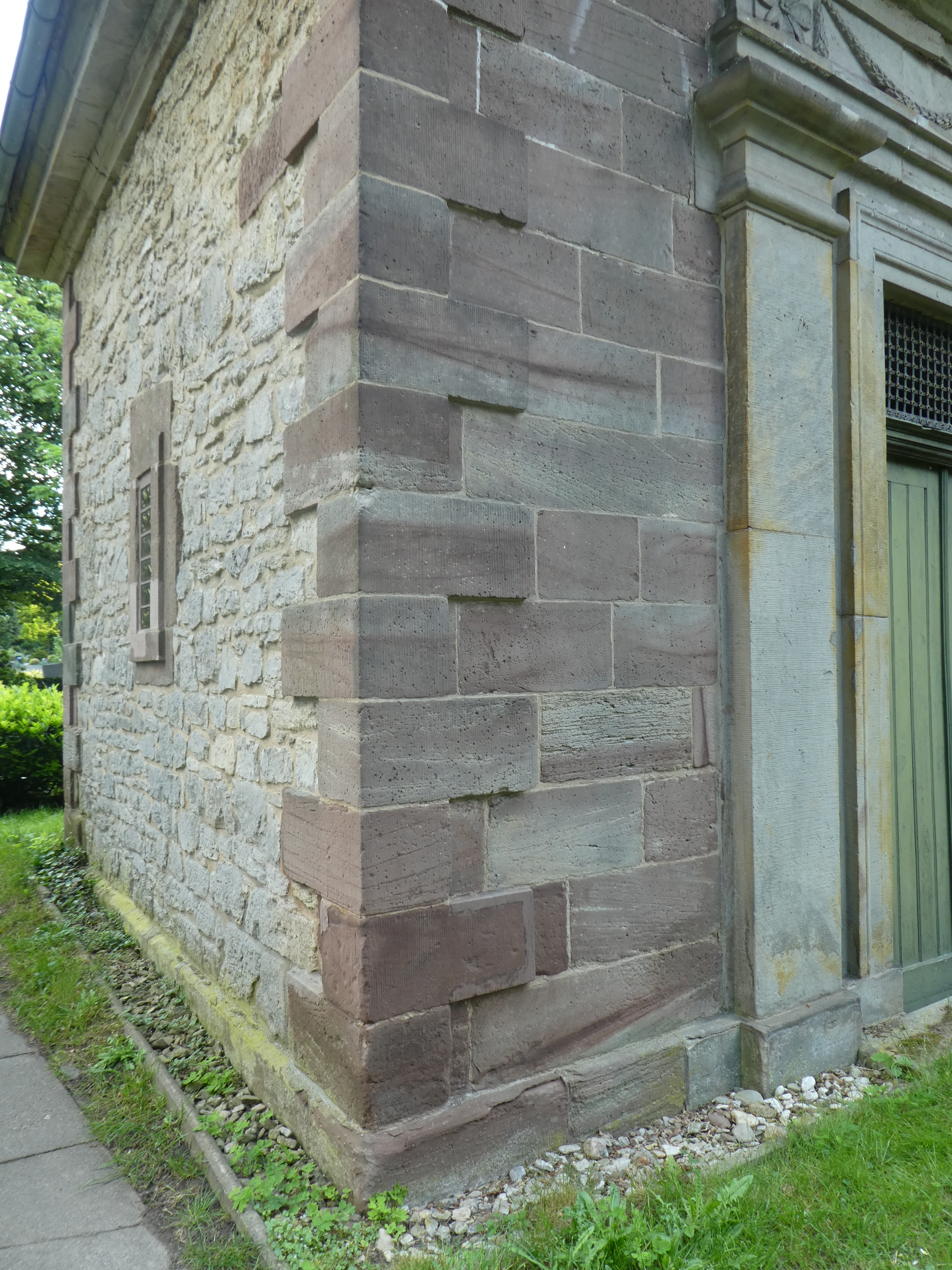
Eckquaderung (regelmäßiges Kurz- und Langwerk), 1806

Mit den Begriffen Eckstein (auch Eckquader oder Ortstein; lateinisch lapis angularis; früher auch Eckband) werden glatt oder grob behauene Werksteine in den Ecken eines Bauwerks bezeichnet.

## Funktion und Gestaltung
Ecksteine wurden ursprünglich in Natursteinmauerwerken (vor allem Trocken- und Bruchsteinmauerwerk) als Verstärkung der Ecke eingebaut. Insbesondere an Gebäuden haben Ecksteine eine tragende Funktion, da sie durch die wechselweise Überlagerung der Schmal- und Breitseiten und ihr größeres Gewicht insgesamt stabilisierend wirken. Wegen dieser baustatischen Funktion sind Ecksteine meist größer und besser bearbeitet als die übrigen Steine des Gemäuers.
Daneben werden Ecksteine als architektonisches Gestaltungsmittel und als Grundstein eines Gebäudes eingesetzt. Das häufigste Gestaltungsmittel ist der gleichmäßige Wechsel von Ecksteinen mit deren Schmal- und Breitseiten als sogenanntes Lang- und Kurzwerk. Teilweise wurden die Ecksteine bzw. Eckquader in einer Putzfassade besonders herausgearbeitet gezeigt.
Wenn die Eckquaderung (auch Eckquadrierung genannt) ausschließlich der Gestaltung dient, kann sie als Ritzquaderung oder als Sgraffitotechnik ausgeführt sein. Ebenso ist das Aufmalen oder Aufputzen als Scheinarchitektur oder Trompe-l’œil möglich.

## Geschichte
Die Anwendung von Eckquadern bei Bruchsteinmauerwerk war schon bei den Etruskern üblich. An vielen Bruchstein- oder Feldsteinbauten der Antike und des Mittelalters sind Ecksteine die einzigen exakt behauenen Werksteine.

Beispiele
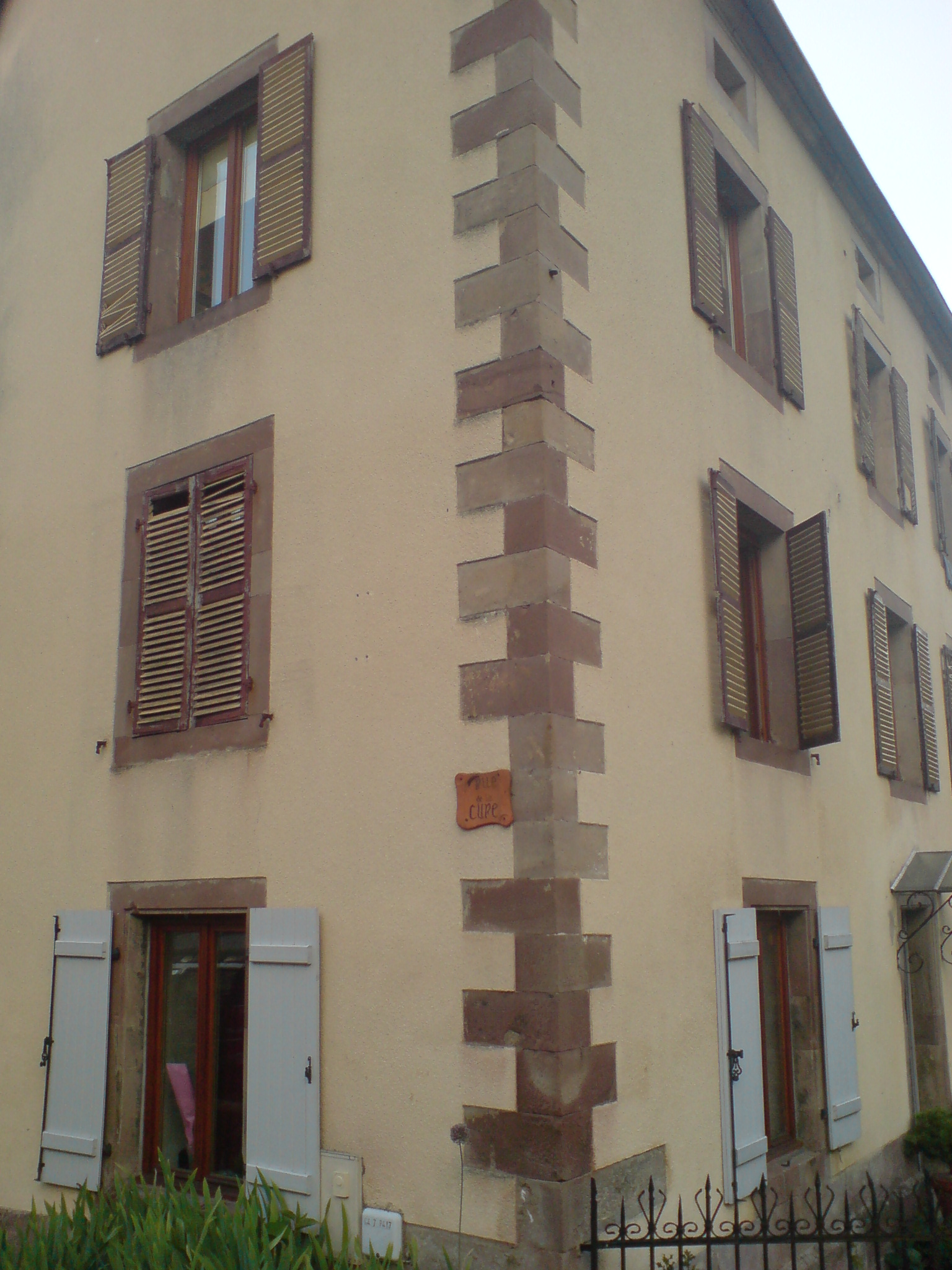
Betonte Eckquaderung in einem Putzbau
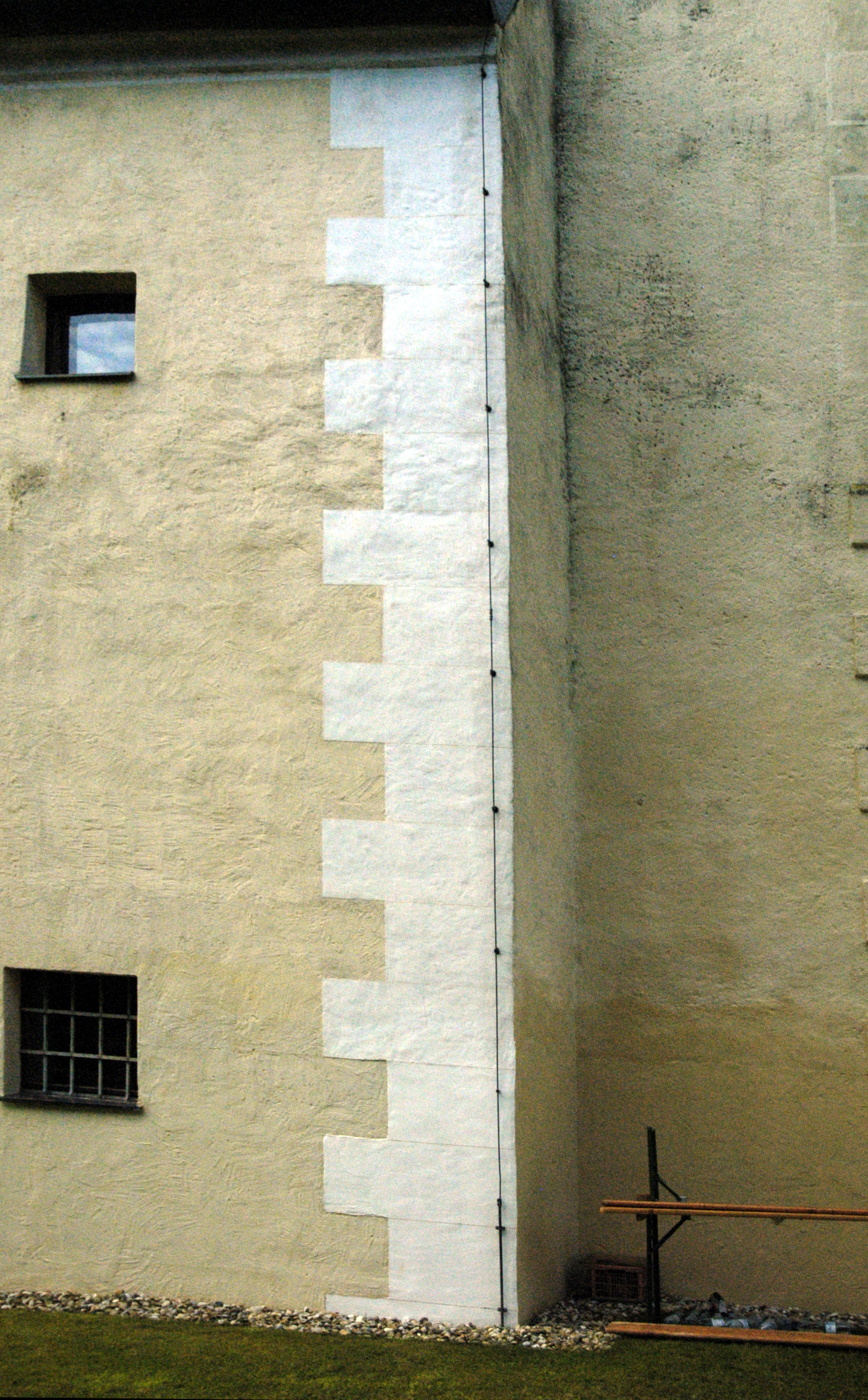
Eckquaderung als farblich abgesetztes und geritztes Lang- und Kurzwerk

## Symbolische Bedeutung

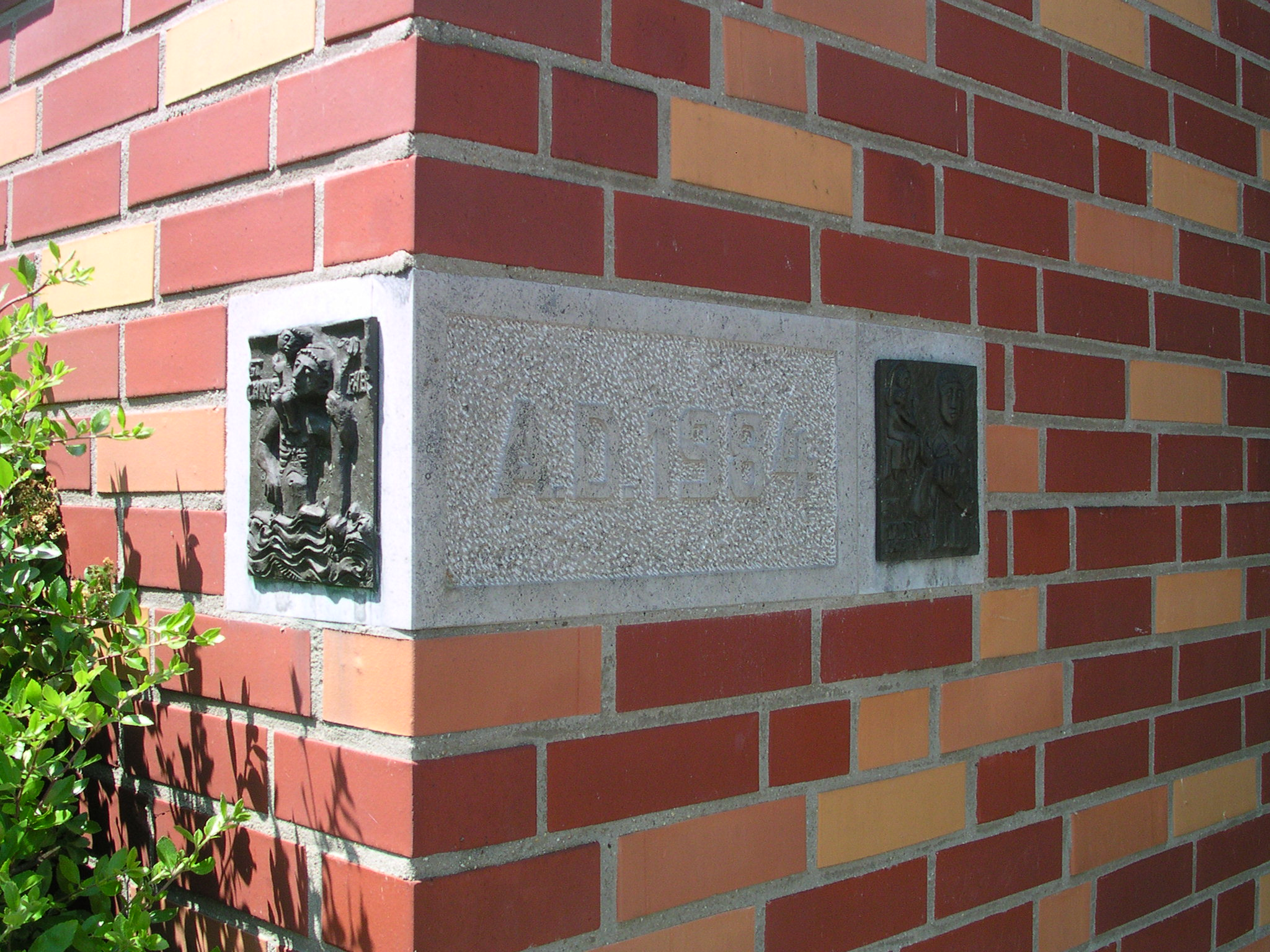
Eckstein als Grundstein mit Bronzerelief (Bonifatiuskirche Aachen)

Der Eckstein ist symbolisch auch der Grundstein.
In der Bibel wird das Wort Eckstein im übertragenen Sinne verwendet. Im Psalm 118 wird das Heilswirken Gottes als Eckstein-Legung empfunden:

„Ich danke dir, dass du mich erhört hast; du bist für mich zum Retter geworden. Der Stein, den die Bauleute verwarfen, er ist zum Eckstein geworden.“

Im Neuen Testament wird diese Psalmstelle von Jesus zitiert (Mt 21,42 , Mk 12,10  sowie Lk 20,17 ) und auf ihn bezogen: 1 Petr 2,4–8 . Sie wird ebenfalls in der Apostelgeschichte des Lukas (Apg 4,11 ) von Petrus gegenüber dem Hohen Rat zitiert.

## Verwendung in einem Abzählreim
Beim Versteckspiel wird der Eckstein ebenfalls genannt. Bevor die Suche beginnt, gibt der Sucher mit dem Reim
Eins, zwei, drei, vier, Eckstein,

alles muss versteckt sein,

hinter mir, da gilt es nicht,

eins, zwei, drei, jetzt komme ich!
Gelegenheit, ein Versteck zu suchen.